# Донской 7-й казачий полк
7-й Донской казачий войскового атамана Денисова полк — полк казачьей кавалерии Русской императорской армии.
Старшинство — 26 мая 1835 года.
Полковой праздник —  17 (30) октября, Войсковой праздник Всевеликого Войска Донского.

## Ранние формирования полка
7-й Донской казачий полк являлся прямым наследником Донского казачьего Грекова 18-го полка, который был сформирован в середине первого десятилетия XIX века и принимал участие в кампании 1806—1807 года против французов в Восточной Пруссии. В 1812 году полк отличился во множестве дел с французами как при изгнании Наполеоновской армии из России, так и в последующих в 1813—1814 годах Заграничных походах.
Впервые Донской казачий полк под № 7 был сформирован 26 мая 1835 года на основании нового положения о Донском казачьем войске. Периодически этот полк созывался в строй и распускался на льготу, также менялся его текущий номер (в зависимости от свободного номера полка при созыве). Кроме номера в названии полка также положено было означать и имя его текущего командира.
Полк долгое время находился на Кавказе и принимал участие в походах против горцев. В 1853—1856 году полк был в сражениях Восточной войны.

## Окончательное формирование полка
В 1873 году с Дона на внешнюю службу был вызван очередной Донской казачий № 28 полк и 27 июля 1875 года он был назван Донской казачий № 7-го полк. С этих пор оставался первоочередным и более на льготу не распускался.
Во время русско-турецкой войны 1877—1878 года полк находился в Херсонской губернии и обеспечивал тыловое прикрытие действующей против турок армии.
С 24 мая 1894 года полк именовался как 7-й Донской казачий полк. 26 августа 1904 года вечным шефом полка был назван войсковой атаман Денисов и его имя было присоединено к имени полка.
В 1914—1917 годах полк принимал участие в Первой мировой войне.

## Знаки отличия полка
- Полковое Георгиевское знамя с надписью «За отличную храбрость и поражение неприятеля в Отечественную войну 1812 года», пожалованное 29 апреля 1869 года (отличие унаследованно от Донского казачьего Грекова 18-го полка, которому знамя с этой надписью было пожаловано 8 октября 1813 года). 26 августа 1911 года это знамя за ветхостью было заменено на новое с добавлением Александровской юбилейной ленты.
- Одиночные белевые петлицы на воротнике и обшлагах нижних чинов, пожалованные 6 декабря 1908 года.

## Командиры полка
- до 01.04.1874 — 11.11.1884[1] — полковник Янов, Александр Васильевич
- 15.11.1884 — 26.08.1887 — полковник Голубинцев, Арсений Никитич
- 26.08.1887 — 05.01.1895 — флигель-адъютант полковник (с 14.11.1894 генерал-майор) Дуткин, Николай Иванович
- 24.02.1895 — 01.11.1900 — полковник Телешёв, Михаил Николаевич
- 31.01.1901 — 02.08.1908 — полковник Замчалов, Илларион Иосифович
- 07.08.1908 — 06.01.1913 — полковник Платов, Сергей Александрович
- 30.01.1913 — 20.02.1917 — полковник (с 22.09.1916 генерал-майор) Васильев, Иван Андреевич
- 20.03.1917 — хх.хх.хххх — полковник Власов, Михаил Евграфович